# Boris Kniaseff
Boris Kniaseff, nato Boris Alekseevič Knjazev (in russo Борис Алексеевич Князев?; San Pietroburgo, 1º luglio 1900 – Parigi, 7 ottobre 1975), è stato un ballerino e pedagogo russo naturalizzato francese.

## Biografia
Finiti gli studi di danza nella sua città natale, con i maestri Mordkin e Goleizovskij, esordisce all'Opera di Voronež nel 1916. Con la Rivoluzione d'ottobre, nel 1917, lascia la Russia, emigra a Sofia nel 1917, e quindi a Parigi nel 1924. Entra ivi a far parte della compagnia del colonnello de Basil, e successivamente della compagnia di Bronislava Nijinska e del Ballets des Champs-Élysées.
Maître de ballet per l'Opéra-Comique dal 1932 al 1934, apri una scuola di danza nel 1937 ed i suoi corsi alla Salle Pleyel furono assiduamente frequentati da Yvette Chauviré, Ludmila Tcherina, Roland Petit, Zizi Jeanmaire, Brigitte Bardot e Jean Babilée. Una descrizione del maestro, definito "professore geniale" ci giunge dalle parole di quest'ultimo. Insegnò anche in Svizzera, in Italia, in Grecia ed in Argentina.
È stato sposato alla prima ballerina Olga Spessivtseva.
A lui è dedicata la poesia di Eugenio Montale Ripenso il tuo sorriso, contenuta nella raccolta Ossi di seppia.

## La sbarra a terra
Ha acquisito la fama in particolare per il metodo di insegnamento della danza classica da lui elaborato, detto della "barre à terre" o "barre au sol" (sbarra a terra), metodo che viene tuttora applicato nelle scuole di danza del mondo intero.
Vi vengono applicati i principi tecnici del balletto, con le regole e la successione di una normale "sbarra", ma eseguendo gli esercizi in posizione supina, prona o seduta. Il metodo si dice sia nato per una circostanza fortuita: l'edificio dove insegnava Kniaseff era di interesse storico per cui non potevano esservi fatti dei buchi nei muri per l'installazione delle comuni sbarre da danza. Questo avrebbe fatto nascere l'idea di svolgere la parte preliminare della lezione a terra, anziché con l'appoggio della sbarra. Secondo altre fonti, Kniaseff chiese di assistere agli allenamenti degli artisti del circo Medrano, constatando che svolgevano prevalentemente esercizi a terra, a cui si ispirò.
Sta di fatto che l'utilità del metodo è apparsa immediatamente sia per i ballerini infortunati, cui permetteva di continuare ad esercitarsi senza far peso sull'arto malato, sia più in genere, per lavorare nel dettaglio sulle varie parti del corpo in modo isolato, senza il problema dell'equilibrio e della gravità, e con la calma e la distensione favorite dal supporto del suolo. Negli anni, il metodo è stato oggetto di varie rielaborazioni anche per la danza moderna o per altri tipi di discipline coreutiche.
Per gli allievi ballerini, in particolare, la sbarra a terra permette di focalizzare meglio i principi di allineamento, en dehors, simmetria ed opposizione, e favorizza lo sviluppo della propriocezione, che fornisce loro punti di riferimento interni, più che esterni come il semplice copiare il movimento del maestro o guardarsi allo specchio. Si possono inoltre concentrare sulla respirazione e sul lavoro muscolare in allungamento. Questa funzione formativa è stata poi sviluppata in particolar modo in Inghilterra da Maria Fay, e negli Stati Uniti da Zena Rommett, Pina Jahrouss Coroni in Europa e Messico che hanno elaborato dei metodi autonomi, che prendono tutti spunto però dall'idea di base delle lezioni di Boris Kniaseff.
Può ravvisarsi di fatto qualche correlazione con il metodo Pilates perché il concetto di centro del corpo è sostanzialmente comune.
Negli anni cinquanta l'invenzione della tecnica in questione è stata invece rivendicata da Zoula de Boncza, ex ballerina dell'Opéra-Comique, che si attribuisce il merito della creazione degli esercizi, oggetto anche di un libriccino da lei scritto.
Hanno contribuito alla diffusione della sbarra a terra gli allievi di Kniaseff divenuti insegnanti fra i quali in Francia e negli Stati Uniti, Jacqueline Fynnaert, ed altri quali Alex d'Orsay, Noelle Winkelmann, Pina Jahrouss, creatrice de ©Barre á Terre new concept  , basata su "anatomia applicata al movimento" Luis Bernardo Ribeiro, autore con la moglie YurikoMatsuyama, di un libro sulla tecnica in argomento.

### Videografia
- Le maître des étoiles - Boris Kniaseff - documentario in francese, Culture, 1954 cfr Archives TSR
- Dalle Stéphane, Boris Kniaseff's floor barre, Yumiko - serie di 3 DVD, 2010, su stephanedalledance.com. URL consultato l'8 ottobre 2011 (archiviato dall'url originale il 16 febbraio 2012).
- Marjorie Liebert's evolution of the barre à terre of Boris Kniaseff  VHS
- Il metodo Floor Barre di Francesco Costanzo 1980 VHS

| Controllo di autorità | VIAF (EN) 74109419 · ISNI (EN) 0000 0001 0916 2215 · LCCN (EN) n97872879 · GND (DE) 143372580 · BNF (FR) cb146361096 (data) · J9U (EN, HE) 987007399201105171 |